# Antonio María Claret y Clará
Antonio María Claret y Clará, in catalano Antoni Maria Claret i Clarà (Sallent, 23 dicembre 1807 – Narbona, 24 ottobre 1870), è stato un arcivescovo cattolico e missionario spagnolo, fondatore delle congregazioni dei Missionari Figli del Cuore Immacolato di Maria e delle Religiose di Maria Immacolata. È stato proclamato santo da papa Pio XII nel 1950.

## Biografia
Venne ordinato sacerdote il 13 giugno 1835. Si recò a Roma nel 1839 e tentò di farsi inviare nelle terre di missione ma, a causa della sua salute cagionevole, venne rifiutato sia dalla Congregazione Propaganda Fide che dai gesuiti.
Tornato in patria, si dedicò all'organizzazione delle missioni popolari nella sua patria (la Catalogna) e nelle isole Canarie, guadagnandosi la fama di grande predicatore. Il 16 luglio 1849 fondò a Vic la Congregazione dei Missionari figli del Cuore Immacolato di Maria o dei Cordis Mariae Filii (C.M.F.) detti anche "Clarettiani", dedita all'apostolato e soprattutto all'attività missionaria.
Nominato da Pio IX arcivescovo di Santiago di Cuba il 20 maggio 1850, si trasferì a Cuba, dove rimase fino al 1860. Claret si dedicò subito alla riforma del clero, lottando contro il concubinato e promuovendo una formazione più attuale dei sacerdoti in seminario.
Al suo ritorno in Spagna, venne trasferito alla sede titolare di Traianopoli di Rodope e divenne confessore della regina Isabella; prese parte al Concilio Vaticano I, dove fu tra i principali sostenitori della proclamazione del dogma dell'infallibilità papale.
In seguito all'insurrezione del 1868, seguì nel suo esilio la regina e morì a Narbona nel 1870 all'età di 62 anni.
Il suo corpo riposa nella Casa madre dei clarettiani a Vic.

## Il culto
È stato beatificato il 25 febbraio 1934 da papa Pio XI, ed è stato canonizzato da papa Pio XII il 7 maggio 1950.
La memoria liturgica è il 24 ottobre (il 23 nella messa tridentina).
A Claret è attribuito il testo, oggi diffuso con aggiunte e riferimenti all'età contemporanea, Quindici minuti con Gesù.

## Genealogia episcopale
La genealogia episcopale è:
- Cardinale Scipione Rebiba
- Cardinale Giulio Antonio Santori
- Cardinale Girolamo Bernerio, O.P.
- Arcivescovo Galeazzo Sanvitale
- Cardinale Ludovico Ludovisi
- Cardinale Luigi Caetani
- Cardinale Ulderico Carpegna
- Cardinale Paluzzo Paluzzi Altieri degli Albertoni
- Papa Benedetto XIII
- Papa Benedetto XIV
- Papa Clemente XIII
- Cardinale Francesco Saverio de Zelada
- Cardinale Antonio Sentmanat y Castellá
- Cardinale Luigi Maria di Borbone-Spagna
- Arcivescovo Bernardo Francés Caballero
- Vescovo Carlos Laborda Clau
- Vescovo Florencio Llorente y Montón
- Vescovo Llucià Casadevall i Duran
- Arcivescovo Antonio María Claret y Clará, C.M.F.

## Filmografia
- Claret, regia di Pablo Moreno (2020)